# Morpho semirhetenor
Morpho semirhetenor är en fjärilsart som beskrevs av Le Moult 1926. Morpho semirhetenor ingår i släktet Morpho och familjen praktfjärilar. Inga underarter finns listade i Catalogue of Life.